# Concours Eurovision des jeunes musiciens 1982
- Pays participants qualifiés pour la finale

Genève 1984
Le Concours Eurovision des jeunes musiciens 1982 fut la première édition de ce concours. La finale fut organisée au Free Trade Hall à Manchester, Royaume-Uni le 11 mai 1982. 
Des jeunes musiciens de 6 pays participèrent à la finale télévisée de cette édition. Ils furent tous accompagnés par l'orchestre philharmonique de la BBC. 
On peut noter que cette année, l'Allemagne gagna également le Concours Eurovision de la chanson.

## Pays participants
Neufs pays concourent lors de cette première édition: l'Allemagne, l'Autriche, le Danemark, la Finlande, la France, la Norvège, le Royaume-Uni, la Suède et la Suisse. Étant donné l'impossibilité de retransmettre neufs prestations scéniques à la suite de problèmes de temps, les quatre pays scandinaves acceptent d'envoyer un candidat commun, ce qui portent à six le nombre de participants

## Résultats
| Ordre | Pays                            | Chanteur        | Instrument | Rang |
| ----- | ------------------------------- | --------------- | ---------- | ---- |
| 1     | Royaume-Uni H                   | Anna Markland   | Piano      | -    |
| 2     | France                          | Paul Meyer      | Clarinette | 2    |
| 3     | Danemark Finlande Norvège Suède | Atle Sponberg   | Violon     | -    |
| 4     | Suisse                          | Bertrand Roulet | Piano      | 3    |
| 5     | Autriche                        | Leonard Kubizek | Clarinette | -    |
| 6     | Allemagne de l'Ouest            | Markus Pawlik   | Piano      | 1    |

## Membres du jury
Les membres du jury sont les suivants :
- – Hans Heinz Stuckenschmidt
- – Miguel Ángel Estrella
- – Gerhard Wimberger
- – Carole Dawn Reinhart
- – Jean-Claude Casadesus
- – Mischa Majszkij
- – Argeo Quadri (représentant)
- – Gunnar Rugstad
- – Frans Vester
- – Alun Hoddinott
- – Eric Tappy
- – Mischa Majszkij